# Le Moulinet-sur-Solin
Le Moulinet-sur-Solin település Franciaországban, Loiret megyében. Lakosainak száma 128 fő (2022. január 1.). Le Moulinet-sur-Solin Varennes-Changy, Les Choux, Dampierre-en-Burly, Langesse és Montereau községekkel határos.

## Népesség
A település népességének változása:
| Lakosok száma | 147  | 104  | 120  | 140  | 142  | 133  | 119  | 115  | 112  | 128  |
|               | 1968 | 1982 | 1990 | 2006 | 2013 | 2015 | 2017 | 2019 | 2020 | 2022 |